# Anaceratagallia fragariae
Anaceratagallia fragariae är en insektsart som beskrevs av Mitjaev 1971. Anaceratagallia fragariae ingår i släktet Anaceratagallia och familjen dvärgstritar. Inga underarter finns listade i Catalogue of Life.